# Top Thrill Dragster

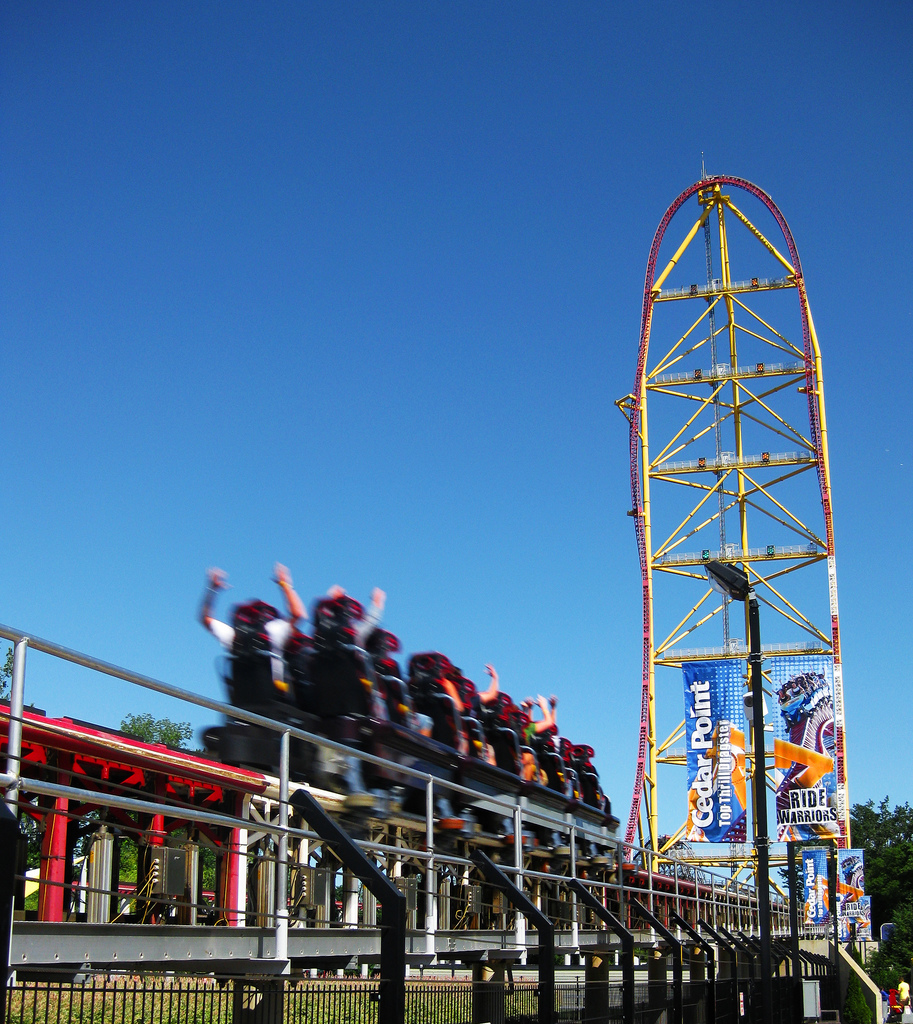

Top Thrill Dragster — американские горки в парке Cedar Point в городе Сандаски, Огайо, США. Вторые по высоте и третьи по скорости американские горки в мире. 4 мая 2003 года состоялось открытие аттракциона. На тот момент горки были самыми высокими и самыми быстрыми в мире. Рекорды продержались до 2005 года, когда в строй вступили Kingda Ka.

## Технические особенности
- Максимальная скорость — 193,1 км/ч
- Высота — 128 м
- Длина пути — 853,4 м